# José Rafael Polo
José Rafael Marcelino Polo (San Nicolás de los Cerritos, estado de México; 9 de junio de 1781-Rancho de los Mogotes, Michoacán; 10 de noviembre de 1814) fue un comandante militar de caballería y defensor de Zitácuaro. Junto con José Trinidad y Manuel fue hijo de Francisco Clemente Polo y Ana Josefa Díaz de la Vega. Clemente Polo fue hijo de Juan Luis Polo Fernández Blanco, originario de Oviedo, España, casado en Aculco en 1743 con Nicolasa María Dorantes Ledesma. A los 22 años, José Rafael se casó con María Luisa Legorreta Sánchez Godoy, viuda del capitalino Vicente Cuéllar, y con ella procreó tres hijos, José Felipe, José Trinidad y María Guadalupe Polo Legorreta, uno de los cuales llegó a ser fundador y primer alcalde del municipio de Polotitlán. 

### Primeros años

Escudo de Polotitlán

Los tres hermanos conocieron a Miguel Hidalgo y Costilla cuando este pasó por Aculcodespués de la Batalla del Monte de las Cruces y se hospedó, el 6 de noviembre de 1810, en la casa de doña Mariana Legorreta, hermana de María Luisa Legorreta. No hay certeza de la participación de los hermanos Polo en la batalla de Aculco, durante la cual Hidalgo combatió y fue derrotado por el comandante de las fuerzas realistas Félix Calleja, el 7 de noviembre de 1810; sin embargo, es un hecho que en los meses posteriores a dicho combate algunas de las guerrillas de la región comenzaron a arrasar la zona montañosa de Acambay, Amealco y Aculco, en la cual se encontraban las principales haciendas de la comarca como Arroyozarco, Ñadó, La Torre, Solís y El Cazadero.

### Adhesión a la Junta Nacional Americana

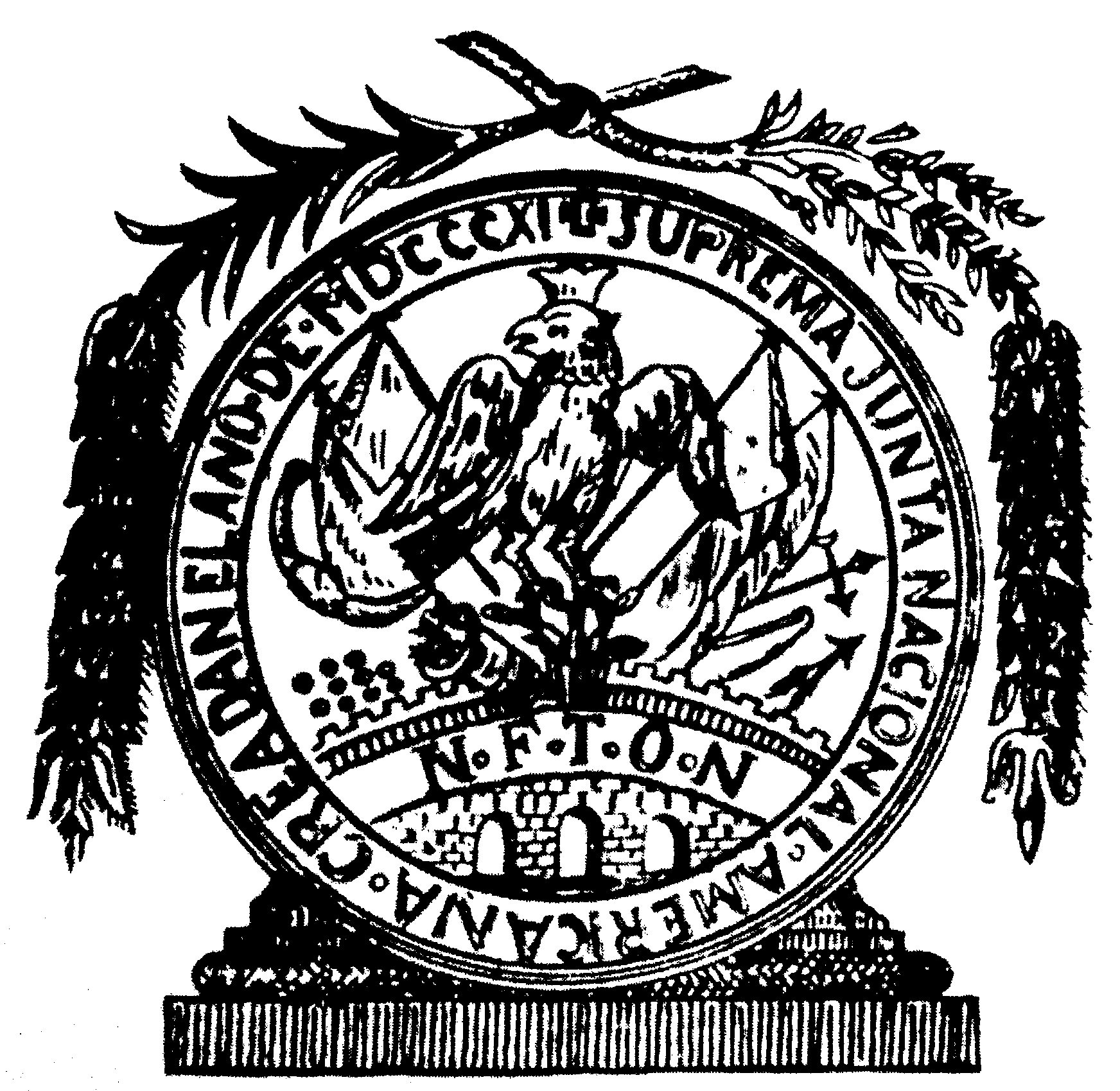
Sello de la Junta de Zitácuaro o Nacional Americana

Después de la muerte de Hidalgo el 30 de julio de 1811, Rafael quedó bajo las órdenes de la Suprema Junta Nacional Americana, presidida por el insurgente Ignacio López Rayón. Dicho órgano fue instalado el 21 de agosto de 1811 en Zitácuaro, Michoacán, y a él se adhirieron los hermanos Polo, con José Rafael a la cabeza, el cual fue asignado desde entonces comandante del territorio de Tlalpujahua, Michoacán, aunque también incursionó con otros insurgentes en San Juan del Río, los distritos de Jilotepec, Huichapan y Tula, la serranía de villa del Carbón y todo el valle de Toluca.
Posterior a la ocupación de Zitácuaro, el 2 de enero de 1812, por las tropas realistas dirigidas por Félix Calleja, Rayón con los vocales de la Suprema Junta y algunos contingentes militares, lograron escapar rumbo a Tiquicheo y de allí se trasladaron a Tlalchapa, donde se reorganizaron del modo que fue posible. De Tlalchalpa se dirigieron a Sultepec, donde la Junta fijó su residencia, quedando en aquel punto José María Liceaga y José Sixto Verduzco, pues Rayón se separó para hacer algunas incursiones en Zinacantepec y Toluca. En esta última, a la que llegaron el 18 de abril, pero careciendo de artillería y parque, Rayón no pudo vencer al enemigo, por lo que solo ocupó Tlacotepec, en donde instaló a sus heridos, y de paso incendió la hacienda de la Garcesa. Después Rayón paso al pueblo de Amatepec, situado entre  Toluca y Lerma, y allí enterado, de que el comandante realista Rosendo Porlier y Asteguieta al mando de 300 hombres se dirigía a Metepec para proveerse de víveres, envió a una partida de caballería al mando de José Rafael Polo y sus hermanos, Manuel y José Trinidad, para que combatieran al enemigo. 
Después de los desastrosos sucesos sufridos en Tenango el 5 de junio de 1812, Rayón reunió a sus dispersos junto a una laguna al pie del Nevado de Toluca, con la intención de tomar acciones para robustecer a sus fuerzas y mantenerlas en operación. Destinó entonces a los oficiales en quienes más confianza tenía para que ocuparan diversos territorios. Mandó a Atilano García y a Epitacio Sánchez a la Sierra de Monte Alto, al coronel Cruz a Tenancingo y al coronel José Rafael Polo y sus hermanos a Aculco y al cerro de Ñadó, ordenándoles que aumentaran sus divisiones y que estuvieran listos para actuar cuando se los mandase. Además de la tarea que se les había encomendado, los Polo comenzaron a fortificar Ñadó desde febrero de 1812, instalando un fuerte con sus talleres y fábrica de armamento, una maestranza de caballería y varios depósitos de víveres.

### Cerro de Ñadó
Dicho fuerte de Ñadó, se convirtió en un reducto imprescindible en la provincia de México, el cual se localizaba dentro del municipio de Aculco, en una peña monstruosa, áspera y con tres únicas subidas muy precipitadas y con terminación en la cumbre, que junto con el fuerte del cerro del Gallo, cerca de Tlalpujahua, representaban la mejor defensa de la zona. “El sitio tenía una importancia estratégica, ya que desde su altura se distinguían con toda claridad las fincas y poblados a una distancia de 20 leguas. En las superficies convexas del cerro, Polo situó el campo, construyó barracas y abrió caminos para comunicar a los cerros pequeños que cercados de cañadas profundas circunvalaban la peña principal. La maestranza la construyó en uno de dichos cerros intermedios, fuera del alcance de las balas del enemigo y en la cual se construían cureñas para los obuses que le enviaba Ignacio Rayón desde Tlalpujahua.”

## Otras acciones
La existencia del fuerte de Nadó fue corta. Desde octubre de 1812 el oficial general Joaquín Castillo Bustamante ordenó al comandante de Ixtlahuaca, avanzar hacia dicho reducto, pero antes de que se llevara a cabo el ataque, emitió una contraorden con el fin de concentrar las tropas para la campaña por Tierra Caliente, tras el fracaso de una incursión contra los insurgentes de Temascaltepec.
El licenciado Rayón, posterior a la dispersión de la Suprema Junta, determinó fijarse en Tlalpujahua, extendiendo su mando a los distritos circunvecinos de la provincia de México. Para inspeccionar los diversos puntos que estaban bajo su mando, y también para asegurarse de la obediencia muy incierta de los Villagrán, dispuso una visita a Huichapan, pasando por la hacienda de Solís y otras que se administraban bajo sus órdenes. Con este fin salió de Tlalpujahua el 26 de agosto de 1812 dirigiéndose al fuerte de Ñadó de los hermanos Polo.
A principios de septiembre de 1812 Polo ocupó la importante plaza de Jerécuaro en poder del comandante realista José Mariano Ferrer. Posteriormente llegó a la hacienda de Tepuxtepec con los prisioneros de Jerécuaro, entre ellos Ferrer, Morantes y Vélez, que fueron fusilados allí con cinco soldados más por orden de Rayón. De Tepuxtepec salió José Rafael Polo con el general Rayón en dirección a la hacienda de La Torre, donde acordó con éste su visita al fuerte de Ñadó. El general llegó a Aculco el 7 de septiembre y al día siguiente emprendió su visita al cerro de Ñadó. Tomadas todas la previsiones necesarias Rayón continuó su marcha, saliendo de Aculco para Nopala el día 12 de septiembre y llegó a Huichapan un día después.
Las derrotas y ambiciones personales de 1812 y 1813 fueron las causas principales de las discordias, las recriminaciones y los cismas, que llegaron a su clímax en 1814. Un ejemplo de este fenómeno fue Julián Villagrán quien, el 22 de octubre de 1812, se sublevó contra Rayón, se hizo proclamar “Emperador de la Huasteca” y puso su revalidación en la moneda circulante con el sello Villa/Gran. Posterior al conflicto, José Rafael tuvo un papel clave ya que convenció al Chito Villagrán a sujetarse a la autoridad de Rayón
El 31 de octubre de 1812 el general Rayón tuvo que partir a Huichapan, bastante descompuesto por la insubordinación de Julián Villagrán, a quien se debió el mal éxito de la expedición de Ixmiquilpan, fue bien recibido, el 3 de noviembre, por José Rafael Polo en el cerro de Nadó.

## Últimos años
Durante la gran ofensiva realista de 1813, Félix Calleja, virrey de la Nueva España, había dispuesto acabar con todos aquellos reductos insurgentes que hacían enorme daño a su ejército en la provincia de México. Tales eran Ñadó y el cerro del Gallo, por lo que, desde el mes de enero, el comandante Castillo Bustamante se dirigió al primero, con la intención de atacar después al fuerte de Tlalpujahua. Previendo Rayón el peligro concentró todas sus fuerzas, por lo que el coronel Polo abandonó Nadó y llegó al fuerte del Gallo el 30 de abril. 
Mientras tanto, el teniente realista Vicente Filísola, conforme al plan del virrey Calleja, llegó el 18 de mayo al cerro de Ñadó arrasando y quemando su fortificación, el taller militar, el depósito de víveres que ahí había, después de permitir a sus soldados que se llevaran todo cuanto pudieran cargar. 
El coronel Polo continuó sus andanzas junto con su hermano Manuel en un momento crucial para el movimiento insurgente. Después de la destrucción del fuerte de Ñadó y del desastroso final del reducto del Gallo en Tlalpujahua, Polo se dirigió a la Villa del Carbón, de donde retornó muy pronto a su territorio, habilitando su cuartel en la hacienda con el mismo nombre de la peña de Nadó, lugar donde se encargó de hostilizar con Francisco Rayón, Cañas, los Villagrán (José Antonio y Rafael), los Anaya, Herrero, José María Velázquez, Atilano García y Epitacio Sánchez, las acciones de los realistas al mando de Cristóbal Ordóñez, Rafael Casasola, Ciriaco del Llano, Manuel de la Hoz, Ignacio García Rebollo, Clavarino, Bustamante y Manuel Moreno. Ahí se enteró de la aprehensión de su hermano, el teniente coronel José Trinidad, por las fuerzas del brigadier Ignacio García Rebollo, cerca del pueblo de Amealco, durante una neblina, cuando venía con su gavilla del rancho de la Manga, rumbo a la hacienda de Galindo, el 13 de junio de 1813. Y aunque se ofreció a éste el indulto con la condición de que sus hermanos depusieran las armas, ante la obstinación de estos fue fusilado en San Juan del Río.
El 14 de agosto de ese mismo año Polo intentó sorprender en Nopala, al mando de 300 hombres, al oficial realista José Antonio Caballero, en un encuentro que resultó muy sangriento. Meno de un mes más tarde el coronel Cristóbal Ordóñez recibió instrucciones precisas de combatir a Polo “hasta su exterminio y el de su guardia”. 
Meses después Polo volvió a reunirse ahí con su gente y con las gavillas de Francisco Rayón, Atilano y Epitacio Sánchez, para responder en Arroyozarco contra las fuerzas de Cristóbal Ordóñez. Durante los subsiguientes meses Polo, junto con Magos, los sobrevivientes Villagranes, Epitacio Sánchez, los Anaya, Joaquín Gutiérrez, Herrero y Quintanar, redobló sus ataques contra San Juan del Río, Encinillas, Arroyozarco, Nopala, Huichapan y Tula. 
Aunque los acontecimientos no marchaban bien en las fuerzas al mando de Ignacio López Rayón, que tuvo que optar por dirigirse a Cóporo en Jungapeo, Michoacán, después del desastre de Zacatlán, donde perdió toda su artillería y sus pertenencias el 25 de septiembre, el coronel Polo atacó en octubre de ese mismo año un convoy.
Ante la amenaza inminente del poderoso Ejército del norte que venía de Maravatío, al mando del general brigadier Ciriaco del Llano, Polo fue requerido en su ayuda por Rayón, para engrosar sus filas. Los sangrientos combates entre realistas e insurgentes se libraron del 7 al 12 de noviembre de 1814, siendo uno de los más importantes el del rancho de Los Mogotes, cerca de Tuxpan, Michoacán, el día 10, acción en la cual murió a los 34 años de edad, después de un intenso choque que duró más de cuatro horas, José Rafael Polo junto con los oficiales Juan N. Vega y Eugenio Quesada, cerca de 30 insurgentes y muchos soldados realistas.